# Contea di Fentress
La contea di Fentress in inglese Fentress County è una contea dello Stato del Tennessee, negli Stati Uniti. La popolazione al censimento del 2000 era di 16 625 abitanti. Il capoluogo di contea è Jamestown.